# Hüttenbach (Altmühl)
Der Hüttenbach ist ein 255 m langer, linker Zufluss der Altmühl, der auf seiner gesamten Länge durch Obereichstätt fließt.

## Geographie

### Hüttenbachquelle

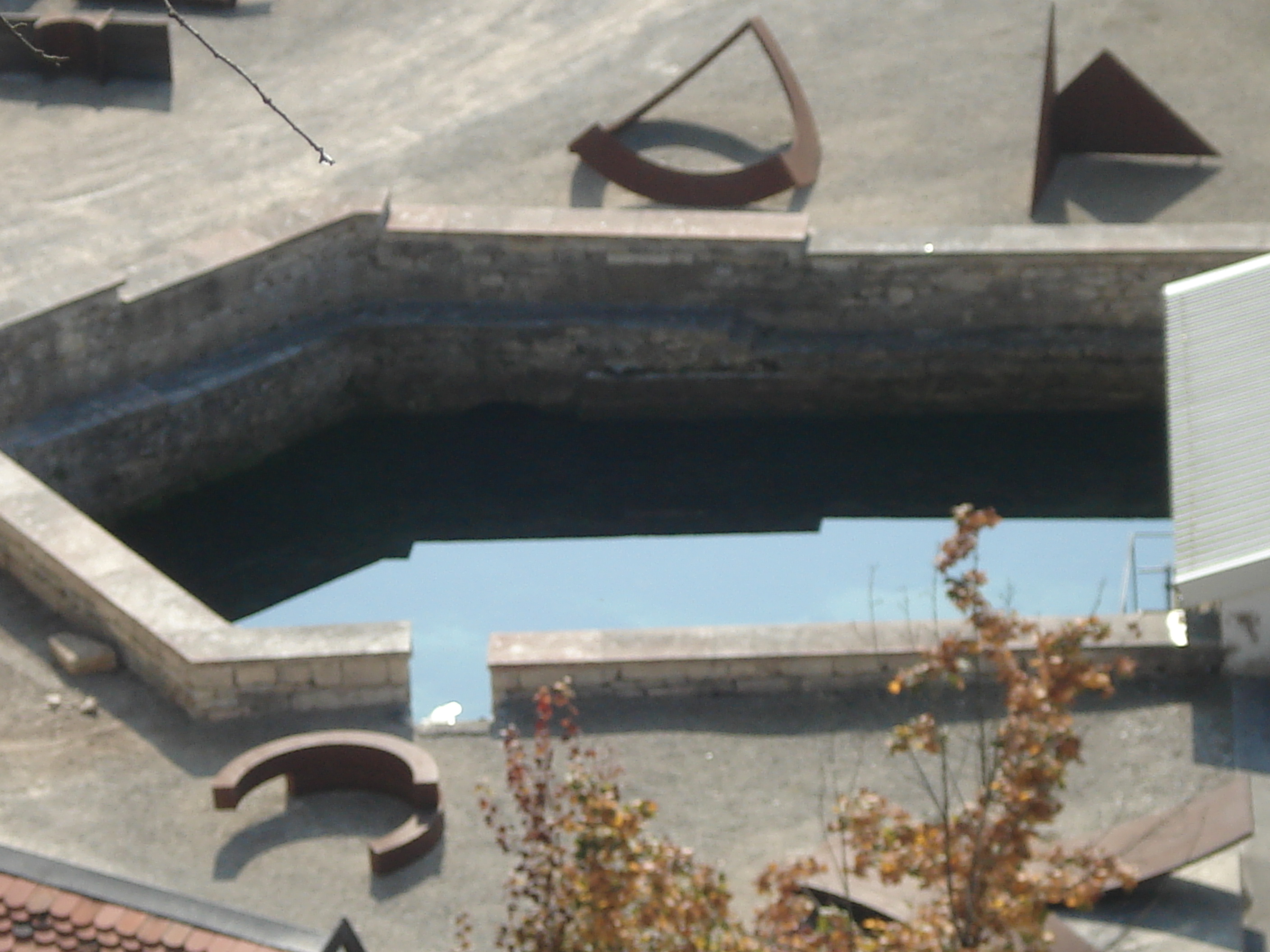
Die Hüttenbachquelle

Die Quelle des Hüttenbaches liegt am Nordrand des ehemaligen Obereichstätter Steinbruchs. Es handelt sich um eine starke Karstquelle (Geotop Nr. 176Q007), die bis zu 750 Liter pro Sekunde schütten kann. Sie befindet sich heute in Privatbesitz.

### Verlauf
Der Hüttenbach fließt in zwei Armen durch Obereichstätt. Ein Teil seines glasklaren Quellwassers wird in eine Wassertretanlage geleitet. Vorbei an den Häusern des alten Hüttenwerkes mündet der Hüttenbach in die Altmühl.
Die Straße Am Hüttenbach in Obereichstätt wurde nach ihm benannt.

## Geschichte
Die ergiebige Quelle des Hüttenbaches ist wahrscheinlich der Grund für die Entstehung von Obereichstätt und Voraussetzung für den Bau des Hüttenwerkes. Um 1700 betrieb der Hüttenbach drei Mühlen, die Ober-, Unter- und Pulvermühle (später Ölmühle genannt), sowie den sogenannten Pochhammer, in dem das Eisen ausgeschmiedet wurde.